# La Garde-Guérin

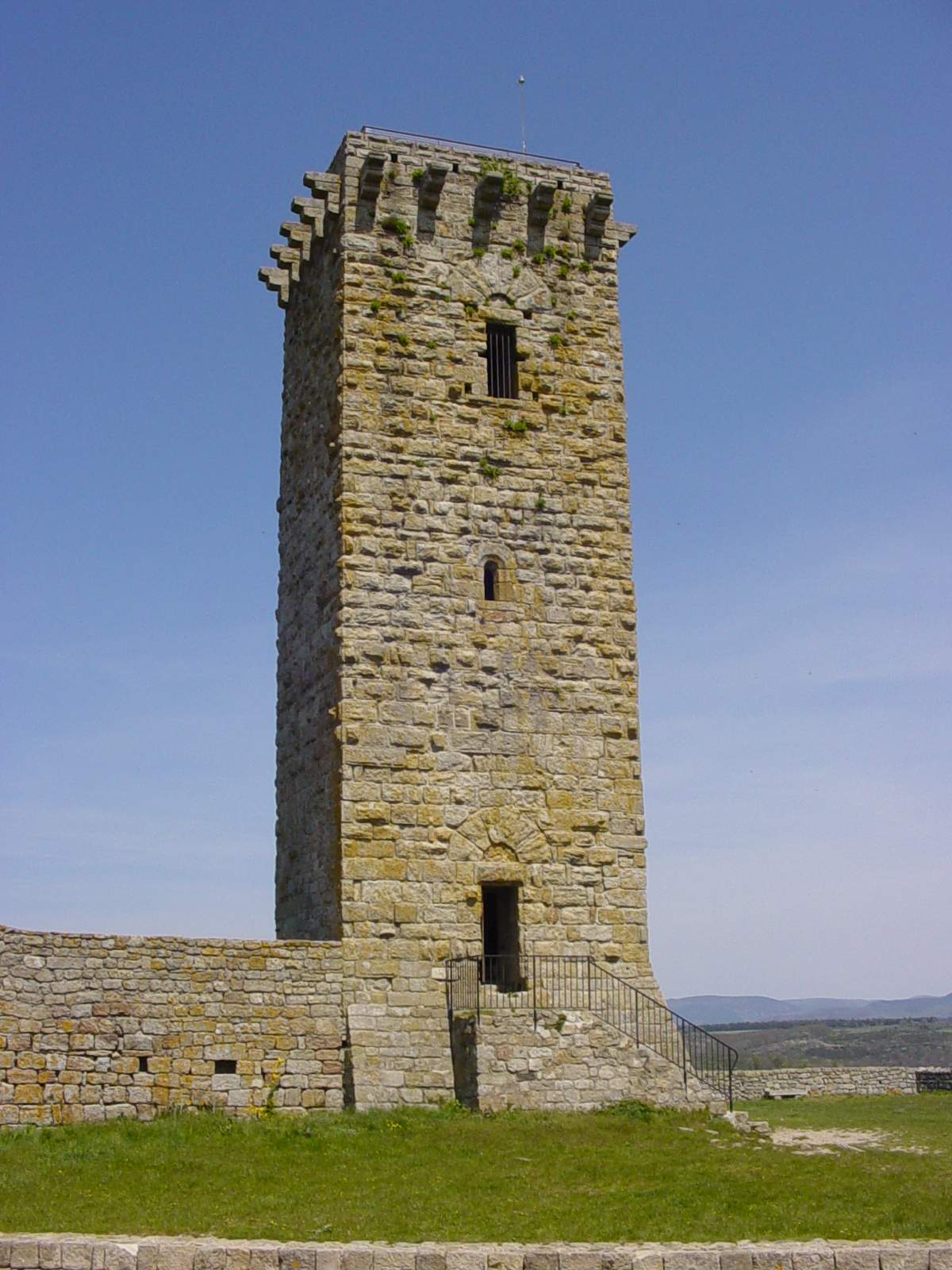
Torre de la fortaleza.

La Garde-Guérin es una aldea fortificada situada a orillas del río Chassezac y adscrita a la comuna francesa de Prévenchères, en el departamento de Lozère, región de Languedoc-Rosellón.
En la actualidad está casi despoblada (queda una docena de habitantes), lo que no impide que, debido a su espectacular arquitectura amurallada y casas de piedra, la aldea esté inscrita en la lista de les plus beaux villages de France.

## Origen
El origen de la aldea se encuentra en la antigua ruta del Chemin de Régordane que unía el Macizo Central al Mediterráneo, muy frecuentada en la Edad Media. 
Para proteger a los viajeros, el obispo de Mende ordena en el siglo XII que se construya un puesto para la guarnición (de ahí el nombre de La Garde).